# 酒仙桥街道 (北京市)
酒仙桥街道是北京市朝阳区东北部的一个街道。
东、西、西北、西南与将台地区相邻，南边与东风地区相邻，北面与崔各庄地区相邻。面积5.3平方公里。
酒仙桥街道办事处成立于1957年7月，是中国五十年代兴建的电子工业区，现有科室（队、所）21个。辖区内现有9个社区，分南北两片，北片有大山子社区、中北路社区、高家园社区；南片有红霞路社区、南路社区、怡思苑社区、电子球场路社区、东路社区和驼房营西里社区。

## 下辖社区
酒仙桥街道目前下辖9个社区：
- 大山子社区
- 中北路社区
- 高家园社区
- 红霞路社区
- 南路社区
- 电子球场路社区
- 东路社区
- 怡思苑社区
- 驼房营西里

## 街坊
- 一街坊
- 二街坊
- 三街坊
- 四街坊
- 五街坊
- 六街坊
- 七街坊
- 八街坊
- 十街坊
- 十一街坊
- 十二街坊
- 十三街坊(并入五街坊)
- 十四街坊(并入驼房营西里)
- 十五街坊(并入驼房营南里)

## 教育
- 酒仙桥第一中学
- 酒仙桥第二中学(与第一中学合并)
- 酒仙桥第三中学
- 酒仙桥中心小学
- 酒仙桥第二小学
- 酒仙桥第三小学(与第二小学合并)
- 酒仙桥第四小学(与第二小学合并)
- 高家园小学
- 高家园中学
- 大山子第二小学
- 北京青年政治学院附中（原大山子第一中学、大山子第一小学）
- 北京市电气工程学校
- 北京信息职业技术学院

## 医院
- 清华大学第一附属医院——北京华信医院（原酒仙桥职工医院、电子工业部401医院）
- 和睦家医院

## 商城
- 乐天玛特
- 久隆百货

## 文化
- 798艺术园区建设
- 红霞电影院
- 电子电影院(已改建)